# Ourcq (Métro Paris)

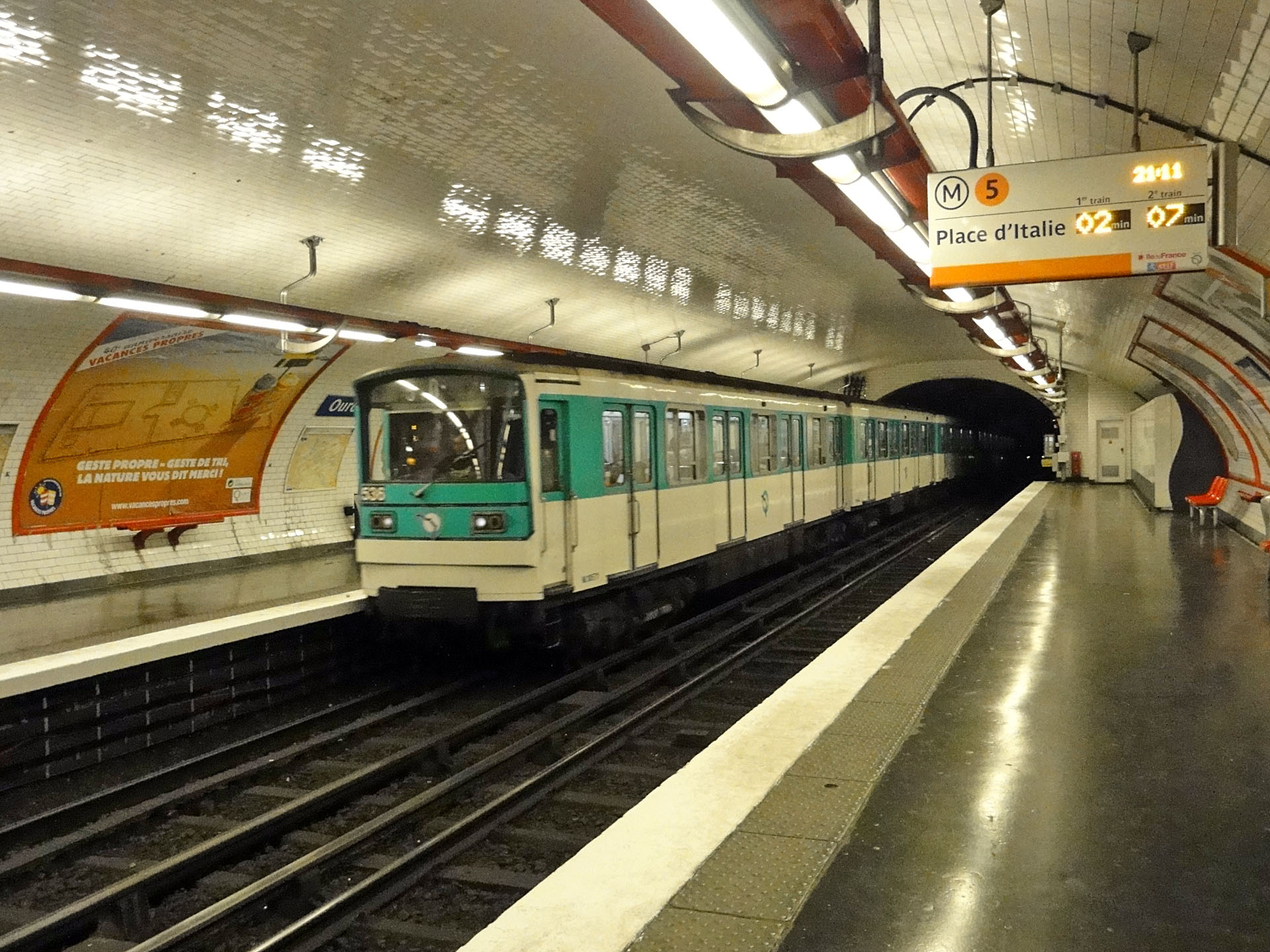
Ein MF 67 nach Bobigny bei der Einfahrt in die Station Ourcq, 2010

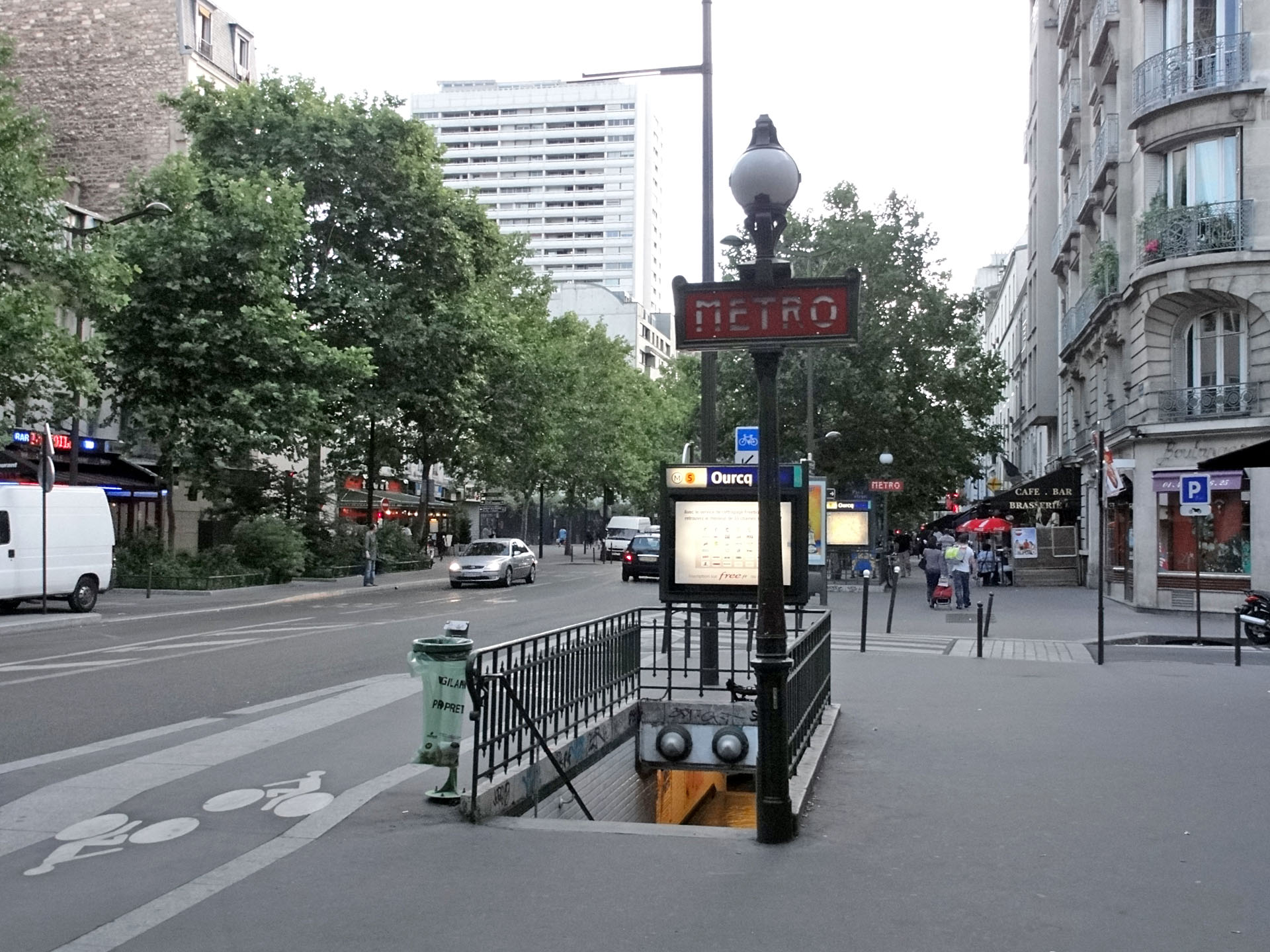
Zugang mit Dervaux-Kandelaber

Der U-Bahnhof Ourcq [uʁk] ist eine unterirdische Station der Linie 5 der Pariser Métro.

## Lage
Die Station befindet sich an der Grenze des Quartier du Pont-de-Flandres mit dem Quartier d’Amérique im 19. Arrondissement von Paris. Sie liegt längs unterhalb der Avenue Jean Jaurès, östlich deren Unterquerung der Bahnstrecke Petite Ceinture.

## Name
Namengebend ist die Rue de l’Ourcq, die unweit der Station in die Avenue Jean Jaurès mündet und in der Nähe den vom Fluss Ourcq nach Paris führenden Canal de l’Ourcq quert. Der Ourcq ist ein Nebenfluss der Marne, er war Schauplatz mehrerer Schlachten des Ersten Weltkriegs.

## Geschichte und Beschreibung
1936 wurde die Verlängerung der Métrolinie 5 (damals als Linie 5bis) in nordöstlicher Richtung beschlossen und 1939 in Angriff genommen. Der 3840 Meter lange Abschnitt von Gare du Nord bis Église de Pantin mit dem U-Bahnhof Ourcq ging am 12. Oktober 1942 in Betrieb.
Die Station weist unter einem elliptischen Deckengewölbe Seitenbahnsteige an zwei parallelen Streckengleisen auf. Wie die Mehrzahl der Pariser Métrostationen ist sie 75 m lang. Die Decke und die Wände sind weiß gefliest, die Seitenwände folgen der Krümmung der Ellipse.
Zwei Ausgänge führen am nordöstlichen Stationsende beiderseits der Avenue Jean Jaurès zum Straßenniveau. Sie sind durch von Adolphe Dervaux im Stil des Art déco entworfene Kandelaber markiert.

## Fahrzeuge
1978 wurden die ursprünglich dort verkehrenden Sprague-Thomson-Züge von solchen der Baureihe MF 67 abgelöst. 2011 kamen die ersten Fahrzeuge der Baureihe MF 01 auf die Strecke und ersetzten bis 2013 die Vorgänger vollständig.

## Umgebung

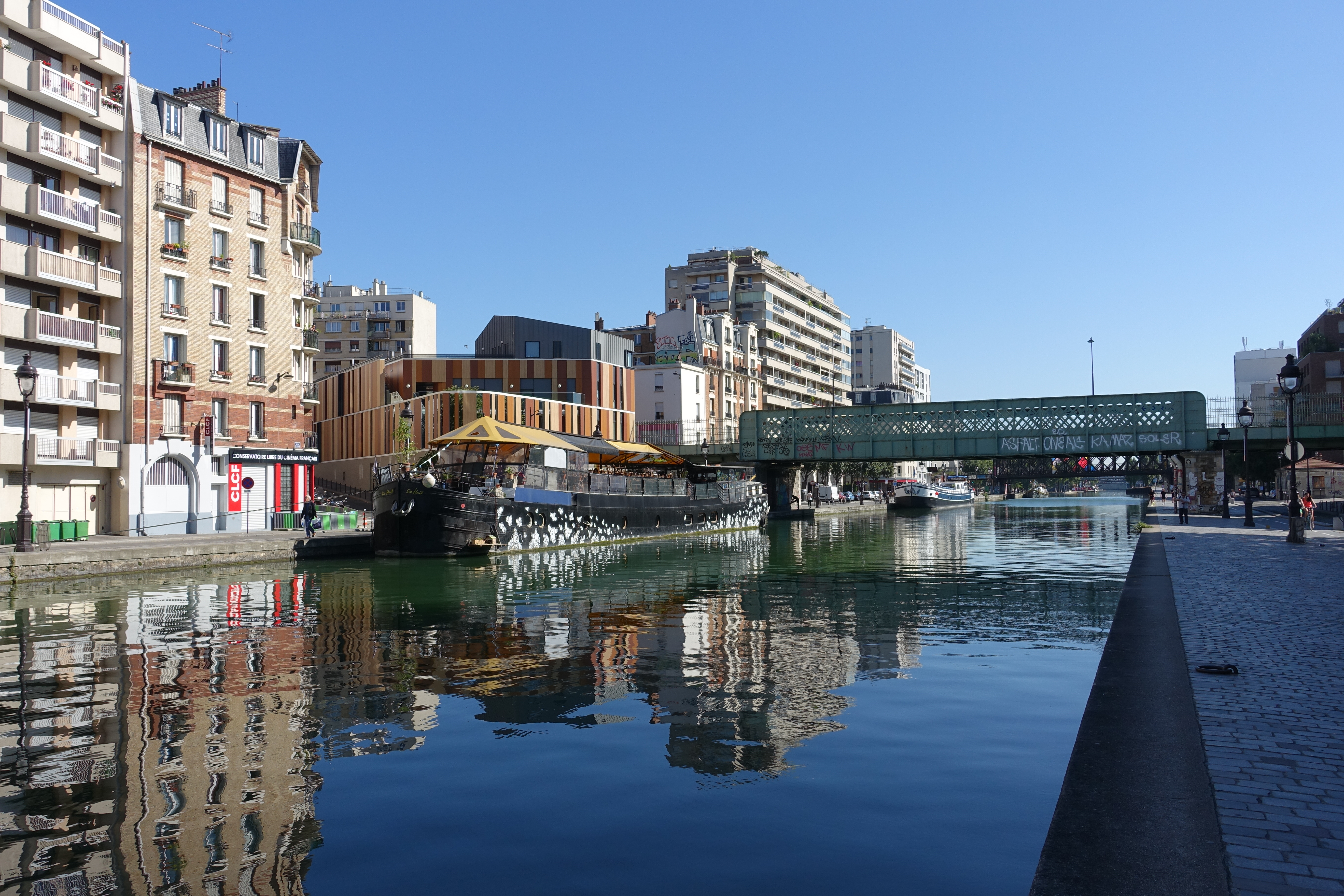
Canal de l’Ourcq am Quai de la Marne

- Canal de l’Ourcq